# Œuvre de Jacques-Louis David
L'œuvre de Jacques-Louis David désigne l'ensemble de la production artistique (picturale et graphique) du peintre David, entre les années 1770 et 1825.

## Liste des peintures

### Années de formation (1769-1775)
| Image | Identification                                                                          | Date       | Commentaire                    | Lieu de conservation                             | Référence |
| ----- | --------------------------------------------------------------------------------------- | ---------- | ------------------------------ | ------------------------------------------------ | --------- |
|       |                                                                                         |            |                                |                                                  |           |
|       | Portrait de François Buron Huile sur toile, 65 x 54 cm                                  | 1769       |                                | Collection particulière                          |           |
|       | Portrait de Marie-Josèphe Buron Huile sur toile, 66,3 x 55,5 cm                         | 1769       |                                | Chicago, Art Institute                           |           |
|       | Portrait de Marie-Françoise Buron Huile sur toile, 66 x 54 cm                           | vers 1769  |                                | Alger, musée des Beaux-Arts                      |           |
|       | Jupiter et Antiope Huile sur toile, 87 x 79 cm                                          | avant 1771 | Attribué à Jacques-Louis David | Sens, musée municipal                            |           |
|       | Le Combat de Minerve contre Mars (esquisse) Huile sur toile, 28,8 x 34,7 cm             | 1771       |                                | Lille, Palais des Beaux-Arts                     |           |
|       | Le Combat de Minerve contre Mars Huile sur toile, 114 x 147 cm                          | 1771       |                                | Paris, musée du Louvre                           |           |
|       | Apollon et Diane tuant les enfants de Niobé Huile sur toile, 121,9 x 156,2 cm           | 1772       |                                | Dallas, Museum of Art                            |           |
|       | Portrait de Michel-Jean Sedaine Huile sur toile, 55 x 45 cm                             | vers 1772  |                                | Collection particulière                          |           |
|       | Portrait de Suzanne-Charlotte Sedaine Huile sur toile, 55 x 45 cm                       | vers 1772  |                                | Collection particulière                          |           |
|       | La Mort de Sénèque (esquisse) Huile sur toile, 43 x 53 cm                               | 1773       |                                | Paris, musée du Petit Palais                     |           |
|       | La Mort de Sénèque Huile sur toile, 123 x 160 cm                                        | 1773       |                                | Paris, musée du Petit Palais                     |           |
|       | Portrait de Mademoiselle Guimard en Terpsichore Huile sur toile, 195,5 x 120,5 cm       | 1773-1774  |                                | Collection particulière                          |           |
|       | Erasistrate découvrant la cause de la maladie d'Antiochus (esquisse) Huile sur toile    | 1774       |                                | Collection particulière                          |           |
|       | Érasistrate découvrant la cause de la maladie d'Antiochus Huile sur toile, 120 x 155 cm | 1774       |                                | Paris, École nationale supérieure des Beaux-Arts |           |

### De Rome à Paris (1775-1783)
| Image | Identification                                                                                         | Date      | Commentaire                    | Lieu de conservation                                                         | Référence |
| ----- | --- | --------- | ------------------------------ | ---------------------------------------------------------------------------- | --------- |
|       | |           |                                |                                                                              |           |
|       | Académie d'homme Huile sur papier marouflé sur toile, 27 x 38 cm                                       | 1776      |                                | Saint-Étienne, musée d'art moderne et contemporain                           |           |
|       | Les Funérailles de Patrocle Huile sur toile, 94 x 218 cm                                               | 1778      |                                | Dublin, National Gallery of Ireland                                          |           |
|       | Académie d'homme, dite Hector Huile sur toile, 123 x 172 cm                                            | 1778      |                                | Montpellier, musée Fabre                                                     |           |
|       | Un Philosophe Huile sur toile, 74,5 x 64,5 cm                                                          | 1779      |                                | Bayeux, musée Baron-Gérard                                                   |           |
|       | Saint Jérôme Huile sur toile, 174 x 124 cm                                                             | 1779      |                                | Québec, musée du Séminaire de Québec                                         |           |
|       | Académie d'homme, dite Patrocle Huile sur toile, 122 x 170 cm                                          | 1780      |                                | Cherbourg-en-Cotentin, musée Thomas-Henry                                    |           |
|       | Saint Roch intercède auprès de la Vierge pour la guérison des pestiférés (esquisse) Huile sur toile    | 1780      | Attribué à Jacques-Louis David | Dijon, musée Magnin                                                          |           |
|       | Saint Roch intercède auprès de la Vierge pour la guérison des pestiférés Huile sur toile, 260 x 195 cm | 1780      |                                | Marseille, musée des Beaux-Arts                                              |           |
|       | Tête de jeune homme au diadème Huile sur toile, 43 x 34 cm                                             | 1780      |                                | Montpellier, musée Fabre                                                     |           |
|       | Tête d'homme Huile sur toile, 41 x 33 cm                                                               | 1780      |                                | Montpellier, musée Fabre                                                     |           |
|       | Portrait équestre du comte Stanislas Potocki Huile sur toile, 304 x 218 cm                             | 1780      |                                | Varsovie, musée national                                                     |           |
|       | Tête de femme au turban Huile sur toile, 55,2 x 46 cm                                                  | vers 1780 |                                | Cleveland, Museum of Art                                                     |           |
|       | Étude de tête de femme dite La folle Huile sur toile, 48 x 40 cm                                       | vers 1780 |                                | Grenoble, musée de Grenoble                                                  |           |
|       | Bélisaire demandant l'aumône (esquisse ?) Huile sur toile, 58 x 74 cm                                  | 1781      |                                | Montauban, musée Ingres-Bourdelle                                            |           |
|       | Bélisaire demandant l'aumône Huile sur toile, 288 x 312 cm                                             | 1781      |                                | Lille, Palais des Beaux-Arts                                                 |           |
|       | Le Christ en Croix Huile sur toile, 274 x 185 cm                                                       | 1782      |                                | Mâcon, cathédrale Saint-Vincent, dépôt du musée du Louvre                    |           |
|       | Portrait de Jacques-François Desmaisons Huile sur toile, 91,5 x 72 cm                                  | 1782      |                                | Buffalo, Albright-Knox Art Gallery                                           |           |
|       | Portrait du médecin Alphonse Leroy Huile sur toile, 72 x 91 cm                                         | 1783      |                                | Montpellier, musée Fabre                                                     |           |
|       | La Douleur d'Andromaque (esquisse) Huile sur toile, 58 x 43 cm                                         | 1783      |                                | Moscou, musée Pouchkine                                                      |           |
|       | La Douleur d'Andromaque Huile sur toile, 275 x 203 cm                                                  | 1783      |                                | Paris, musée du Louvre, dépôt de l'École nationale supérieure des Beaux-Arts |           |
|       | La Vestale Huile sur toile, 81 x 65 cm                                                                 | vers 1783 |                                | Collection particulière                                                      |           |

### Consécration (1784-1789)
| Image | Identification | Date       | Commentaire | Lieu de conservation                     | Référence |
| ----- | --- | ---------- | ----------- | ---------------------------------------- | --------- |
|       | |            |             |                                          |           |
|       | Portrait de Charles-Pierre Pécoul, beau-père de l'artiste Huile sur toile, 91,5 x 72,5 cm                            | 1784       |             | Paris, musée du Louvre                   |           |
|       | Portrait de Geneviève-Jacqueline Pécoul, belle-mère de l'artiste Huile sur toile, 92,5 x 72 cm                       | 1784       |             | Paris, musée du Louvre                   |           |
|       | Bélisaire demandant l'aumône (réplique) Huile sur toile, 101 x 115 cm                                                | 1784       |             | Paris, musée du Louvre                   |           |
|       | Le Serment des Horaces (esquisse) Huile sur toile, 26,5 x 37,5 cm                                                    | 1784       |             | Paris, musée du Louvre                   |           |
|       | Le Serment des Horaces Huile sur toile, 330 x 425 cm                                                                 | 1784       |             | Paris, musée du Louvre                   |           |
|       | La Mort de Socrate Huile sur toile, 129,5 x 196,2 cm                                                                 | 1787       |             | New York, The Metropolitan Museum of Art |           |
|       | La Mort de Socrate (réplique) Huile sur toile, 133 x 196 cm                                                          | après 1787 |             | Princeton, University Art Museum         |           |
|       | Portrait d'Antoine-Laurent Lavoisier et de sa femme Huile sur toile, 259,7 x 194,6 cm                                | 1788       |             | New York, The Metropolitan Museum of Art |           |
|       | Les Amours de Pâris et d'Hélène (esquisse) Huile sur toile                                                           | 1788       |             | Collection particulière                  |           |
|       | Les Amours de Pâris et d'Hélène Huile sur toile, 146 x 181 cm                                                        | 1788       |             | Paris, musée du Louvre                   |           |
|       | Les Amours de Pâris et d'Hélène (réplique) Huile sur toile, 144 x 174 cm                                             | 1789       |             | Paris, musée des Arts décoratifs         |           |
|       | Les licteurs rapportent à Brutus les corps de ses fils (esquisse) Huile sur papier marouflée sur toile, 27,5 x 35 cm | 1789       |             | Stockholm, Nationalmuseum                |           |
|       | Les licteurs rapportent à Brutus les corps de ses fils Huile sur toile, 323 x 422 cm                                 | 1789       |             | Paris, musée du Louvre                   |           |

### De la Révolution au Directoire (1789-1799)
| Image | Identification                                                                                     | Date      | Commentaire                    | Lieu de conservation                              | Référence |
| ----- | -------------------------------------------------------------------------------------------------- | --------- | ------------------------------ | ------------------------------------------------- | --------- |
|       | |           |                                |                                                   |           |
|       | Tête de Bertrand Barère de Vieuzac de profil Huile sur toile, 54,8 x 46,8 cm                       | 1790      |                                | Versailles, musée national du château             |           |
|       | Portrait de Filippo Mazzeï Huile sur toile, 49,5 x 33 cm                                           | vers 1790 |                                | Paris, musée du Louvre                            |           |
|       | Portrait de Pierre Sériziat Huile sur toile, 55 x 46 cm                                            | 1790      |                                | Ottawa, National Gallery of Canada                |           |
|       | Portrait de Jeanne-Robertine Tourteau, marquise d'Orvilliers Huile sur toile, 131 x 98 cm          | 1790      |                                | Paris, musée du Louvre                            |           |
|       | Portrait d'Anne-Marie-Louise Thélusson, comtesse de Sorcy Huile sur toile, 129 x 97 cm             | 1790      |                                | Munich, Alte Pinakothek                           |           |
|       | Portrait de Philippe-Laurent de Joubert Huile sur toile, 127 x 96 cm                               | vers 1790 |                                | Montpellier, musée Fabre                          |           |
|       | Portrait de Jean-Isaac Thélusson, comte de Sorcy Huile sur toile, 99 x 80 cm                       | 1791      |                                | Collection particulière                           |           |
|       | Autoportrait Huile sur toile, 64 x 53 cm                                                           | 1791      |                                | Florence, Galerie des Offices                     |           |
|       | Tête de l'abbé Henri Grégoire Huile sur toile, 56 x 47 cm                                          | 1791      |                                | Besançon, musée des Beaux-Arts et d'Archéologie   |           |
|       | Tête de Jean-Baptiste Rabaut Saint-Etienne de profil Huile sur toile, 55,2 x 42,2 cm               | vers 1791 |                                | San Marino, The Huntington Library and Art Museum |           |
|       | Tête de Pierre-Louis Prieur de la Marne Huile sur toile, 56 x 46 cm                                | vers 1791 |                                | Besançon, musée des Beaux-Arts et d'Archéologie   |           |
|       | Tête de Michel Gérard Huile sur toile, 56 x 45 cm                                                  | vers 1791 |                                | Besançon, musée des Beaux-Arts et d'Archéologie   |           |
|       | Le Serment du Jeu de paume Huile sur toile, 370 x 654 cm                                           | 1791-1792 |                                | Versailles, musée national du château             |           |
|       | Portrait d'Adélaïde Piscatory, Madame Pastoret, avec son fils Huile sur toile, 129,8 x 96,6 cm     | 1791-1792 |                                | Chicago, Art Institute                            |           |
|       | Marat assassiné Huile sur toile, 165 x 128 cm                                                      | 1793      |                                | Bruxelles, musées royaux des Beaux-Arts           |           |
|       | La Mort du jeune Bara Huile sur toile, 119 x 156 cm                                                | 1794      |                                | Avignon, musée Calvet                             |           |
|       | Portrait de Marie-Louis-Josèphe Micault de Courbeton, Madame Trudaine Huile sur toile, 130 x 98 cm | 1794      |                                | Paris, musée du Louvre                            |           |
|       | Vue du jardin du Luxembourg à Paris Huile sur toile, 55 x 65 cm                                    | 1794      |                                | Paris, musée du Louvre                            |           |
|       | Autoportrait Huile sur toile, 81 x 64 cm                                                           | 1794      |                                | Paris, musée du Louvre                            |           |
|       | Buste d'homme dit Le geôlier Huile sur toile, 55 x 46 cm                                           | vers 1794 | Attribué à Jacques-Louis David | Rouen, musée des Beaux-Arts                       |           |
|       | Psyché abandonnée Huile sur toile, 80 x 63 cm                                                      | 1795      |                                | Collection particulière                           |           |
|       | Portrait de Pierre Sériziat Huile sur bois, 129 x 95,5 cm                                          | 1795      |                                | Paris, musée du Louvre                            |           |
|       | Portrait d'Émilie Pecoul, Madame Sériziat Huile sur bois, 131 x 96 cm                              | 1795      |                                | Paris, musée du Louvre                            |           |
|       | Portrait de Jacobus Blauw Huile sur toile, 92 x 73 cm                                              | 1795      |                                | Londres, National Gallery                         |           |
|       | Portrait de Catherine-Marie-Jeanne Tallard, Madame Lamy Huile sur toile, 64 x 54 cm                | 1795      |                                | Paris, musée du Louvre                            |           |
|       | Portrait de Gaspard Meyer, dit L'homme au gilet rouge Huile sur toile, 116,5 x 89,5 cm             | 1795-1796 |                                | Paris, musée du Louvre                            |           |
|       | Portrait du général Napoléon Bonaparte Huile sur toile, 81 x 65 cm                                 | 1797-1798 |                                | Paris, musée du Louvre                            |           |
|       | Portrait d'Henriette Delacroix, Madame de Verninac Huile sur toile, 145,5 x 112 cm                 | 1798-1799 |                                | Paris, musée du Louvre                            |           |
|       | Les Sabines Huile sur toile, 385 x 522 cm                                                          | 1799      |                                | Paris, musée du Louvre                            |           |

### Période napoléonienne (1800-1815)
| Image | Identification                                                                                      | Date           | Commentaire | Lieu de conservation                                                       | Référence |
| ----- | --------------------------------------------------------------------------------------------------- | -------------- | ----------- | -------------------------------------------------------------------------- | --------- |
|       | |                |             |                                                                            |           |
|       | Portrait de Juliette Récamier Huile sur toile, 174 x 244 cm                                         | 1800           |             | Paris, musée du Louvre                                                     |           |
|       | Le général Bonaparte franchissant les Alpes au Grand Saint-Bernard Huile sur toile, 260 x 221 cm    | 1800           |             | Rueil-Malmaison, musée national des châteaux de Malmaison et de Bois-Préau |           |
|       | Le général Bonaparte franchissant les Alpes au Grand Saint-Bernard Huile sur toile, 273 x 234 cm    | 1802           |             | Versailles, musée national du château                                      |           |
|       | Portrait de Cooper Penrose Huile sur toile, 130,5 x 97,5 cm                                         | 1802           |             | San Diego, Timken Museum of Art                                            |           |
|       | Portrait de Suzanne Le Peletier de Saint-Fargeau Huile sur toile, 60,3 x 49,5 cm                    | 1804           |             | Los Angeles, The J. Paul Getty Museum                                      |           |
|       | Portrait de Xavier Estève Huile sur toile, 63 x 52 cm                                               | 1804           |             | Collection particulière                                                    |           |
|       | Portrait de Xavier Estève Huile sur toile, 100 x 80 cm                                              | vers 1804      |             | Collection particulière                                                    |           |
|       | Portrait de l'Empereur Napoléon Ier en costume impérial (esquisse) Huile sur bois, 57,5 x 49,5 cm   | 1805           |             | Lille, Palais des Beaux-Arts                                               |           |
|       | Portrait du pape Pie VII Huile sur toile, 86 x 71 cm                                                | 1805           |             | Paris, musée du Louvre                                                     |           |
|       | Le Sacre de Napoléon Ier (esquisse ou ricordo) Huile sur papier marouflé sur toile, 27,5 x 42,5 cm  | 1805           |             | Paris, musée du Louvre                                                     |           |
|       | Étude pour le buste de Madame de La Rochefoucauld Huile sur toile, 55,5 x 46 cm                     | 1805-1807      |             | Montpellier, musée Fabre                                                   |           |
|       | Le Sacre de Napoléon Ier Huile sur toile, 621 x 981 cm                                              | 1805-1807      |             | Versailles, musée national du château                                      |           |
|       | Le Sacre de Napoléon Ier Huile sur toile, 621 x 979 cm                                              | 1806-1807      |             | Paris, musée du Louvre                                                     |           |
|       | Portrait de l'Empereur Napoléon Ier Huile sur bois, 40,5 x 31,6 cm                                  | vers 1806-1808 |             | Paris, Institut de France, Fondation Dosne-Thiers                          |           |
|       | Portrait de l'Empereur Napoléon Ier Huile sur bois, 88,3 x 59,4 cm                                  | vers 1807      |             | Cambridge, Fogg Art Museum                                                 |           |
|       | Portrait du pape Pie VII et du cardinal Caprara Huile sur bois, 138,1 x 96 cm                       | 1808           |             | Philadelphie, Museum of Art                                                |           |
|       | Le Sacre de Napoléon Ier Huile sur toile, 610 x 971 cm                                              | 1808-1822      |             | Versailles, musée national du château                                      |           |
|       | Serment de l'armée fait à l'Empereur après la distribution des Aigles Huile sur toile, 610 x 975 cm | 1808-1810      |             | Versailles, musée national du château                                      |           |
|       | Sapho, Phaon et l'Amour Huile sur toile, 225 x 262 cm                                               | 1809           |             | Saint-Pétersbourg, musée de l'Ermitage                                     |           |
|       | Portrait d'Alexandrine-Thérèse Nardot, comtesse Daru Huile sur toile, 81,6 x 65,1 cm                | 1810           |             | New York, The Frick Collection                                             |           |
|       | Portrait de Jean-Baptiste Jeanin Huile sur toile, 73 x 59 cm                                        | 1810           |             | Collection particulière                                                    |           |
|       | Portrait de Pauline-Jeanne David, baronne Jeanin Huile sur toile, 73 x 60 cm                        | 1810           |             | Winterthour, Fondation Oskar Reinhart                                      |           |
|       | Portrait du baron Claude-Marie Meunier Huile sur toile, 73 x 59,5 cm                                | vers 1810-1813 |             | Collection particulière,                                                   |           |
|       | Portrait du comte Antoine Français de Nantes Huile sur toile, 117 x 73 cm                           | 1811           |             | Paris, musée Jacquemart-André                                              |           |
|       | Portrait d'Antoine Mongez et de sa femme Huile sur bois, 74 x 87 cm                                 | 1812           |             | Paris, musée du Louvre                                                     |           |
|       | Portrait de Laure-Émilie-Félicité David, baronne Meunier Huile sur toile, 73 x 60 cm                | 1812           |             | San Francisco, The Fine Arts Museum, M. H. de Young Memorial Museum        |           |
|       | Portrait de l'Empereur Napoléon Ier dans son cabinet des Tuileries Huile sur toile, 204 x 125 cm    | 1812           |             | Washington, The National Gallery of Art                                    |           |
|       | Apelle peignant Campaspe en présence d'Alexandre Huile sur bois, 96,5 x 136,2 cm                    | vers 1812      |             | Lille, Palais des Beaux-Arts,                                              |           |
|       | Portrait de Marguerite-Charlotte David Huile sur toile, 72,9 x 59,4 cm                              | 1813           |             | Washington, The National Gallery of Art                                    |           |
|       | Léonidas aux Thermopyles Huile sur toile, 395 x 531 cm                                              | 1814           |             | Paris, musée du Louvre                                                     |           |
|       | Portrait de Jean-Pierre Delahaye Huile sur bois, 61 x 49 cm                                         | 1815           |             | Los Angeles, Los Angeles County Museum of Art                              |           |
|       | Portrait du général Étienne-Maurice Gérard Huile sur toile, 197,2 x 136,2 cm                        | 1816           |             | New York, The Metropolitan Museum of Art                                   |           |

### Exil (1815-1825)
| Image | Identification | Date | Commentaire | Lieu de conservation                                                           | Référence |
| ----- | --- | ---- | ----------- | ------------------------------------------------------------------------------ | --------- |
|       | |      |             |                                                                                |           |
|       | Portrait de François-Antoine Rasse, prince de Gavre Huile sur toile, 73 x 61 cm                                             | 1816 |             | Collection particulière                                                        |           |
|       | Portrait de la comtesse Vilain XIIII et de sa fille Huile sur toile, 95 x 76 cm                                             | 1816 |             | Londres, National Gallery                                                      |           |
|       | Portrait du comte Henri-Amédée de Turenne Huile sur toile, 112 x 81 cm                                                      | 1816 |             | Copenhague, Ny Carlsberg Glyptotek                                             |           |
|       | Portrait du comte Henri-Amédée de Turenne Huile sur toile, 71,8 x 56,2 cm                                                   | 1816 |             | Williamstown, The Sterling and Francine Clark Art Institute                    |           |
|       | Portrait d'Alexandre Lenoir Huile sur toile, 76,5 x 62,5 cm                                                                 | 1817 |             | Paris, musée du Louvre                                                         |           |
|       | Portrait d'Emmanuel Joseph Sieyès Huile sur toile, 97,8 x 74 cm                                                             | 1817 |             | Cambridge, Fogg Art Museum                                                     |           |
|       | L'Amour et Psyché Huile sur toile, 184,2 x 241,6 cm                                                                         | 1817 |             | Cleveland, Museum of Art                                                       |           |
|       | Les Adieux de Télémaque et d'Eucharis Huile sur toile, 88,3 x 103,2 cm                                                      | 1818 |             | Los Angeles, The J. Paul Getty Museum                                          |           |
|       | La Colère d'Achille Huile sur toile, 105,3 x 145 cm                                                                         | 1819 |             | Fort Worth, Kimbell Art Museum                                                 |           |
|       | Portrait de Dominique-Vincent Ramel de Nogaret Huile sur toile, 60,5 x 47,5 cm                                              | 1820 |             | Williamstown, The Sterling & Francine Clark Art Institute                      |           |
|       | Portrait d'Ange-Pauline-Charlotte Ramel de Nogaret Huile sur toile, 59 x 47,5 cm                                            | 1820 |             | Williamstown, The Sterling & Francine Clark Art Institute                      |           |
|       | Portrait de Zénaïde et Charlotte Bonaparte Huile sur toile, 129,5 x 100,6 cm                                                | 1821 |             | Los Angeles, The J. Paul Getty Museum                                          |           |
|       | La Diseuse de bonne aventure Huile sur toile, 62 x 75 cm                                                                    | 1824 |             | San Francisco, The Fine Arts Museums, California Palace of the Legion of Honor |           |
|       | Portrait d'Honorine Clary, Madame Blait de Villeneuve, dit Portrait de Juliette de Villeneuve Huile sur toile, 197 x 123 cm | 1824 |             | Paris, musée du Louvre                                                         |           |
|       | Mars désarmé par Vénus Huile sur toile, 308 x 265 cm                                                                        | 1824 |             | Bruxelles, musées royaux des Beaux-Arts                                        |           |

## Tableaux détruits
- Les Derniers moments de Michel Lepeletier (1793) le tableau a disparu, probablement détruit. Il est connu par une gravure et un dessin.
- Portrait du baron Alquier (1816), tableau détruit par un incendie en 1871[75], connu par une photographie aux archives de Vendée[76].

## Sélection de dessins
- La Douleur pastel sur papier.
- Marie-Antoinette conduite à l'échafaud (1793) musée du Louvre.
- Les héros de la liberté (1793), Gray (Haute-Saône), musée Baron-Martin.
- Cornélie et ses deux fils (1793), Gray (Haute-Saône), musée Baron-Martin.
- Jeune Cavalier, étude présumée pour le Portrait de Stanislas Potocki, vers 1781, pierre noire sur papier vergé,          23 x 30,2 cm, musée des Beaux-Arts d’Orléans[77].
- Buste de jeune fille nue, vers 1819-1823, crayon noir sur papier vergé, 18,6 x 14 cm, musée des Beaux-Arts d’Orléans[78].
- Étude de Barnave nu, pour Le Serment du Jeu de Paume ?, 1791, crayon graphite sur papier vergé crème ; mise au carreau, 30,1 x 18,6 cm, musée des Beaux-Arts d’Orléans[79].